# Воронежская агломерация
Воро́нежская агломера́ция — агломерация с численностью населения более 1,3 миллиона человек, крупнейшая в Центральном федеральном округе России после Московской агломерации. Традиционно является межрегиональным центром социально-экономического развития Черноземья, а её центр Воронеж неофициально называют «столицей Черноземья».

## Состав
На геопортале Воронежской области опубликованы материалы Генерального плана городского округа город Воронеж. Согласно Генеральному плану, помимо городского округа город Воронеж, в состав агломерации включают городской округ город Нововоронеж и Семилукский, Новоусманский, Каширский, Рамонский и Хохольский, Верхнехавский, Нижнедевицкий муниципальные районы, а также отдельные поселения Острогожского, Панинского и Лискинского районов и др.

## История
Поселения вокруг города стали формироваться сразу же при строительстве Воронежа как крепости. К концу XIX века Воронеж с прилегающими территориями сформировал Воронежский уезд общей площадью — 5283 км², много позже ставшими также территорией агломерации. География уезда располагала как к формированию городов, так и к достаточно плотному заселению прочими населёнными пунктами.
Воронежская агломерация (ВА) впервые была выделена в «Генеральной схеме расселения на территории СССР» в 1972-1975 годах. Она относится к моноцентрическому типу.
Агломерация и её ядро Воронеж росли во времена СССР, а в постсоветскую эпоху испытывали депопуляцию как и многие другие крупнейшие города и агломерации. В 2009—2010 годах[уточнить] город присоединил значительную часть близлежащих населённых пунктов агломерации, подчинявшихся городу; и, увеличив свою численность на 110 тыс. человек, стал городом-миллионером 17 декабря 2012 года.
В научном и проектном сообществах ведётся дискуссия о перспективах и вариантах дальнейшего градостроительного развития Воронежской агломерации. В частности, выдвинута планировочная гипотеза о приоритетном южном направлении пространственного развития Воронежской городской агломерации по промышленно-урбанизированной оси Воронеж — Нововоронеж — Лиски.

## Население
Численность населения Воронежской агломерации превысила 1 миллион жителей уже по данным переписи населения 1989 года, то есть задолго до того, как сам город Воронеж в 2012 году стал городом-миллионером. На 2025 год является крупнейшей агломерацией в ЦФО после Москвы. На момент 2020 года численность населения агломерации 1,21млн.